# La Portellada
La Portellada (im Lokaldialekt la Portellà) ist eine spanische Gemeinde in der Provinz Teruel der Autonomen Region Aragón. Sie liegt rund 10 Kilometer westlich von Valderrobres und westlich des Río Tastavins in der Comarca Matarraña (Matarranya) im überwiegend katalanischsprachigen Gebiet der Franja de Aragón. 2024 hatte die Gemeinde 241 Einwohner.

## Geschichte
La Portellada wurde 1784 von der benachbarten Gemeinde La Fresneda abgetrennt. Die beiden Ortsteile Mas de Dal und Mas de Baix erinnern an die Entstehung aus zwei Komplexen.

## Einwohnerentwicklung
| 1991 | 1996 | 2001 | 2006 | 2011 | 2013 |
| ---- | ---- | ---- | ---- | ---- | ---- |
| 352  | 342  | 308  | 274  | 259  | 245  |

## Sehenswürdigkeiten
- Pfarrkirche San Cosme y San Damián
- Einsiedelei San Miguel, nach Beschädigung im Spanischen Bürgerkrieg wiederhergestellt
- Alte Salzmühle
- Rathaus (Bien de Interés Cultural)[4]
- Wasserfall Lo Salt am Río Tastavins